# Jimmy Smits

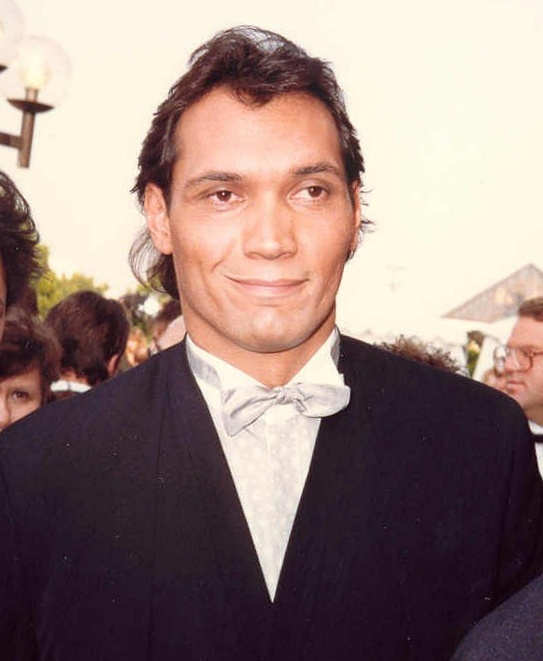
Jimmy Smits en su juventud.

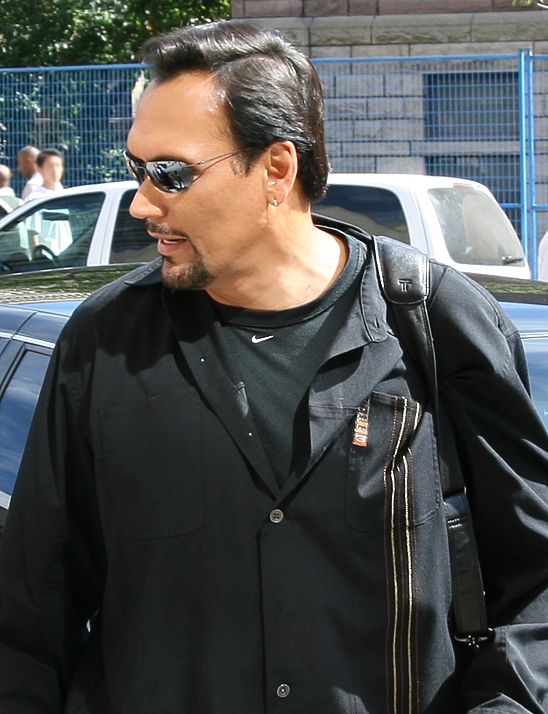
Jimmy Smits en los últimos años.

Jimmy Smits (Brooklyn, Nueva York, Estados Unidos; 9 de julio de 1955) es un actor estadounidense. Nació en una familia católica, donde su padre era un tipógrafo originario de Surinam y su madre una enfermera puertorriqueña.
Es ganador de un Globo de oro. Es principalmente conocido por su rol como el congresista demócrata Matt Santos en el drama político The West Wing. Además, ha trabajado en series de televisión como L. A. Law, interpretando a Víctor Sifuentes,  NYPD Blue como el detective  Boby Simón, Cane, Dexter y Sons of Anarchy como Nero Padilla. Entre sus papeles recientes más conocidos se encuentra el de interpretar al Senador Bail Organa en Star Wars (Episodios II, III, Rogue One y la serie Obi Wan) y a Nero Padilla en Sons of Anarchy. También destacó como Cyrus Garza en Outlaw. Apareció en el capítulo 7 de la 4.ª temporada de la serie Brooklyn Nine-Nine interpretando al padre de una de las protagonistas. Además, interpretó al senador John Donovan en 24: Legacy.
También, en la cuarta temporada de la serie How to Get Away with Murder ("Cómo defender a un asesino") interpretando al psiquiatra Isaac Roa.
Además aparece en la serie "Bluff City Law" como Elijah Strait y en la película "In the Heights", donde interpreta a Kevin Rosario.

## Filmografía

### Cine y televisión
- Miami Vice (1984), episodio de TV. Como Eddie Rivera.
- Rockabye (1986) (TV) como "policía #2".
- Spenser, detective privado (1986), episodio de TV. Como Héctor Valdes.
- Running Scared (1986) como Julio Gonzales.
- Hotshot (1987) como Miembro del Stars Team.
- Los creyentes (The Believers) (1987) como Tom López.
- The Highwayman (1987) (TV) como Bo Ziker.
- Stamp of a Killer (1987) (TV) como Richard Braden.
- Glitz (1988) (TV) como Vincent Marra.
- Pee-wee's Playhouse (1989), episodio de TV. Como "Your authorized conky repairman".
- Gringo viejo (1989) como General Tomás Arroyo.
- Vital Signs (1990) como Dr. David Redding.
- Cop Rock (1990), episodio de TV (no acreditado).
- Switch (1991) como Walter Stone.
- Fires Within (1991) como Néstor.
- The Broken Cord (1992) (TV) como David Norwell.
- L. A. Law como Víctor Sifuentes (1986–1991).
- The Tommyknockers, de Stephen King (1993) (TV) como Jim 'Gard' Gardner.
- Conducta inmoral (1993) como Justin Thorne.
- The Cisco Kid (1994) (TV) como Cisco Kid.
- Happily Ever After: Fairy Tales for Every Child (1995), serie de televisión (voz) como Old King Cole.
- Solomon & Sheba (1995) (TV) como Rey Salomón.
- Mi familia (My Family) (1995) como Jimmy Sánchez.
- The Last Word (1995) como Actor (Martin).
- Marshal Law (1996) (TV) como Jack Coleman.
- Murder in Mind (1997) como Peter Walker.
- Mother Goose: A Rappin' and Rhymin' Special (1997) (TV) (voz) como Old King Cole.
- Lesser Prophets (1997) como Mike.
- Adventures in Wild California (2000) como Narrador (voz).
- Million Dollar Hotel (2000) como Gerónimo.
- Price of Glory (2000) como Arturo Ortega.
- Bless the Child (2000) como Agente John Travis.
- Star Wars: Episodio II. El Ataque de los Clones (2002) como Senador Bail Organa.
- NYPD Blue (1994-1998 & 2004) como Det. Bobby Simone.
- Lackawanna Blues (2005) (TV) como Rubén Santiago Sr.
- Star Wars: Episodio III. La Venganza de los Sith (2005) como Senador Bail Organa.
- The West Wing (2004–2006) (TV) como Congresista Matthew Santos.
- Conociendo a Jane Austen (2007) como Daniel Avila.
- Cane (2007) (TV) como Alex Vega.
- Star Wars: The Force Unleashed (2008) (videojuego) (voz) como Senador Bail Organa.
- A Capitol Fourth (2008) (TV) como Cyrus Garza.
- Dexter (2008) (TV) como Miguel Prado.
- Backyard: El traspatio (2009) como Mickey Santos.
- Mother and Child (2010) como Paco.
- Sons of Anarchy (2012-2014) Temporadas 4 a la 7 como Nero Padilla.
- The Get Down (2016) (TV) como Francisco 'Papá Fuerte' Cruz.
- Rogue One (2016) como Senador Bail Organa.[1]
- Brooklyn Nine-Nine (2016), capítulos 6 y 7, 4° temporada. Como Víctor Santiago, padre de una de las protagonistas de la serie.
- Como defender a un asesino (2017). Temporada 4. Doctor Isaac Roa.
- Brooklyn Nine-Nine (2017), capítulo 7. 5° temporada, como Víctor Santiago.
- 24:legacy (2017). Como el senador Jhon Donovan. Única temporada.
- Who we are now  (2018) como Carl.
- In the Heights (2019) como Kevin Rosario.[2]
- Bluff City Law (2019). Temporada 1. Como Elijah Strait.
- The Tax Collector (2020) como "Wizard" Cuevas.
- Obi-Wan Kenobi (2022) como Senador Bail Organa.